# 菲臘牙科醫院

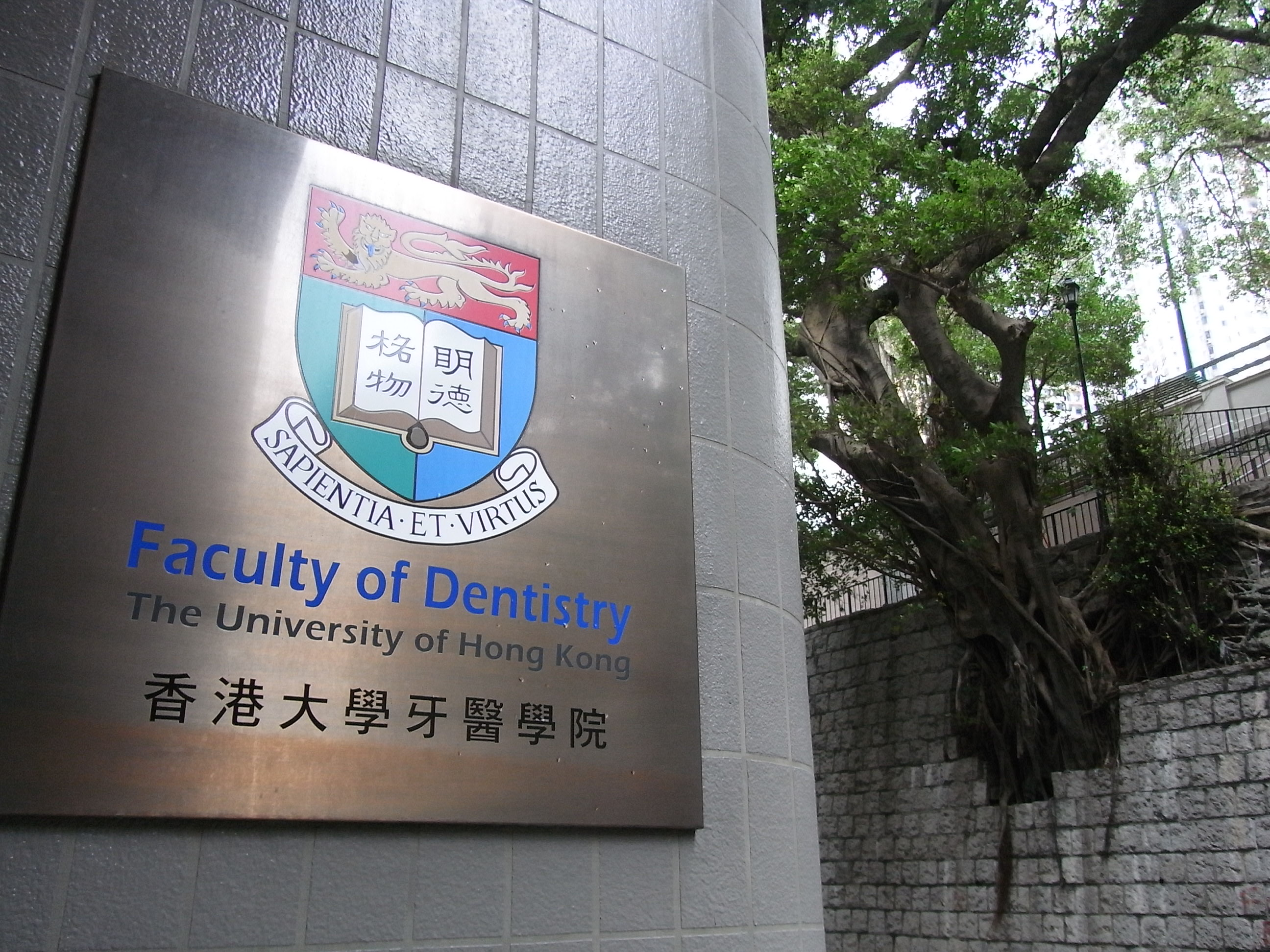
菲臘牙科醫院是香港大學牙醫學院的所在地

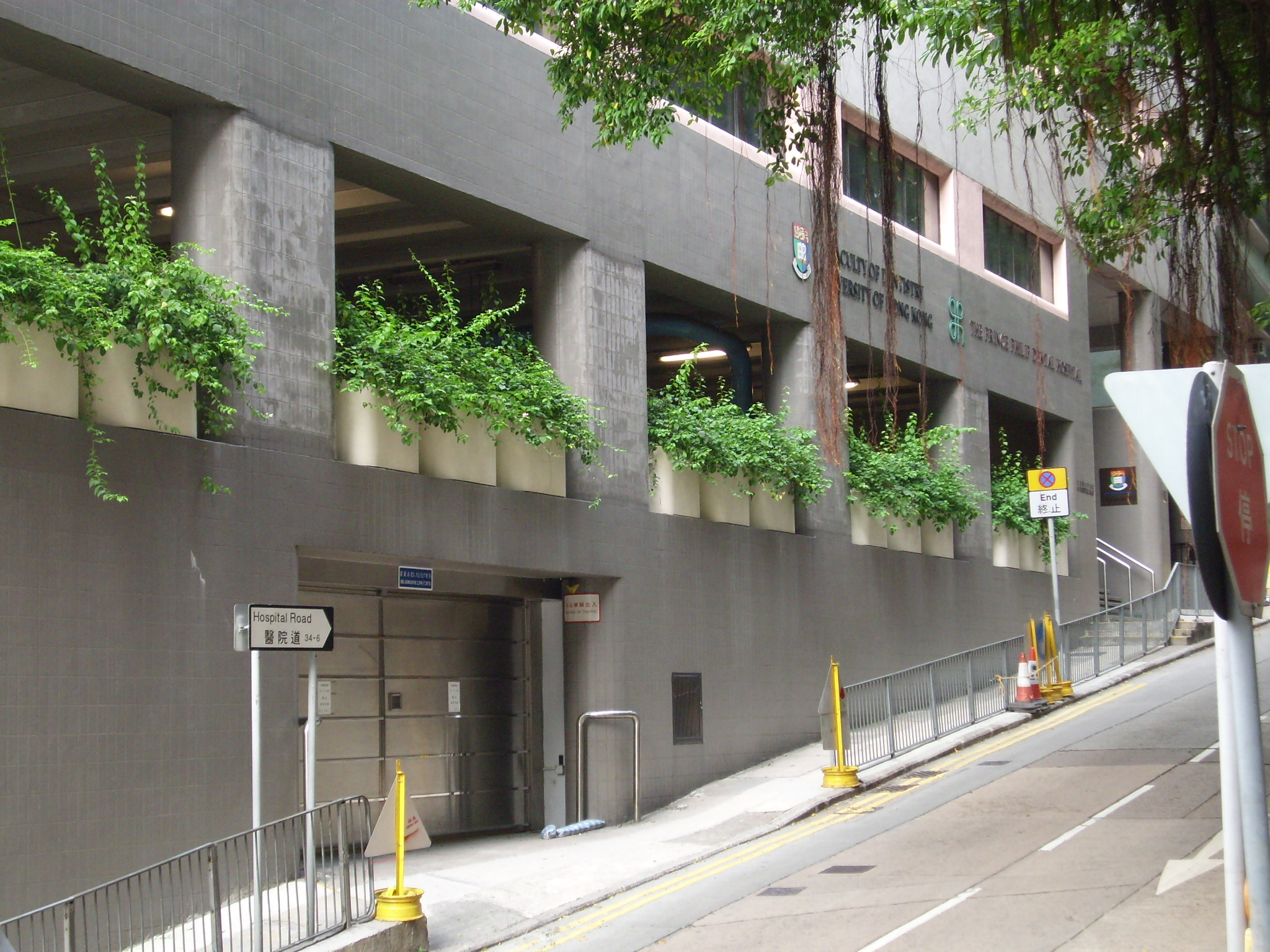
菲臘牙科醫院在醫院道的一側

菲臘牙科醫院（英語：The Prince Philip Dental Hospital）是香港一家牙科教學醫院，根據香港法例第1081章《菲臘牙科醫院條例》成立，並以英女王伊利沙伯二世王夫菲臘親王命名。牙科醫院位於香港島西營盤醫院道與東邊街交界，毗鄰香港佐治五世紀念公園。香港政府於1979年4月批出9700萬港元的建造合約動工興建11層高的醫院大樓，整個牙科醫院項目涉資2億港元。1981年3月24日，菲臘親王於訪問香港期間親臨牙科醫院視察並主持揭幕儀式，而牙科醫院也以他的稱號名為「菲臘牙科醫院」。

## 運作
菲臘牙科醫院的運作經費由香港政府提供，並作為香港大學牙醫學院牙科學生的校舍和訓練中心。牙科醫院不提供公共牙科診療服務，但會通過轉介及遴選接收具有教學價值的病人，供牙科學生在註冊牙醫的監督下進行訓練及實習，以及進行牙科醫療相關研究，而病人為此支付的診金遠低於市價。
此外，菲臘牙科醫院自行開設多個課程，包括牙科手術助理員文憑、牙科衛生護理高級文憑、牙科工藝高等文憑、牙科治療高等文憑等，供有志於從事牙科輔助行業的學生修讀。

## 歷任審計主任
- 嚴謝嘉莉（2023年 — 2025年）（前香港駐武漢經濟貿易辦事處副主任）
- 黃紉蘭（2018年 — 2023年）（前警務處政務秘書、前應用科技研究院首席行政總監）
- 謝萬誠（2017年 — 2018年）（前亞洲基礎建設投資銀行人力資源主管、前廉政公署防止貪污處處長）
- 羅翠萍（2015年 — 2016年）（前應用科技研究院首席財務總監）
- 黃馮坤儀（2012年 — 2015年）（前教育局總行政經理（高等教育）1）

## 外部參考
- 菲臘牙科醫院官方網址 （页面存档备份，存于）